# 信州コミュニケーションズ
株式会社信州コミュニケーションズ（しんしゅう-、英文社名：Shinshu Communications Co., Ltd.）は、長野県長野市に本社を置くポイントカード発行管理企業。
全国各地で展開される地域共通ポイントカード「ブルーカード」の発祥となった企業である。

## 沿革
- 1986年（昭和61年）6月7日 - 株式会社信州コミュニケーションズ設立。ブルーカードの発行開始
- 2006年（平成18年）
  - 1月18日 - 株式会社東海コミュニケーションズ（愛知県岡崎市、現・愛知コミュニケーションズ）設立
  - 6月7日 - 株式会社伊予コミュニケーションズ（愛媛県松山市）設立
  - 8月14日 - 株式会社ブルーアライアンス（東京都港区）設立。株式会社信州コミュニケーションズ・株式会社東海コミュニケーションズ・株式会社伊予コミュニケーションズの株式を取得し、全国展開開始

## ブルーカード
ブルーカード（Blue Card、通称:ブルカ）は、地域循環型のポイントカードである。発祥の長野県のほか、愛媛県・山口県・愛知県・山形県・大分県・福岡県・新潟県・大阪府で展開されている。
昭和60年代に、長野県へのジャスコ進出に対抗し地元資本の企業が共同で設立したプログラムである。長野県、特に長野市を中心とする北信地方では、世帯普及率80%・年間流通総額550億円という地域一番カードに成長している。
現在では全国各地で展開しているが、ポイントプログラムは各府県単位で循環する。一方、利用者はどの府県でも同じブルーカードでポイントを利用でき、その調整はブルーアライアンスが行っている。
以下は、信州コミュニケーションズによる長野県内でのサービスについて述べる。

### カード
カード発行にあたっては入会金300円がかかるが、その後の年会費等はない。また、カード自体の有効期限もない。紛失等による再発行手数料は300円。
カードは青を基調にした水面のような意匠で、「BLUE CARD」の文字と会員番号が記入されている。氏名等個人情報の記載はない。磁気ストライプ・ICチップが搭載されている。

### プログラム
加盟店での買い物額に応じて貯まるポイントを、商品券「ブルカ券」に交換して加盟店で使用することができる。
ポイントは加盟店にもよるが、概ね買い物額に対して1%が付与される。なお、クレジットカードによる取引については原則付与されない。
交換は500ポイントごとで、500ポイント=1ブルカ券=500円。毎年1月・7月にポイントが締め切られ、3月・9月にブルカ券が郵送される。500ポイントに満たない分は繰り越されるが、2年間カードの利用がないと失効する。

### 主な加盟店
＊印はポイント確認機が設置されている店舗。
小売店
- ながの東急百貨店＊
- ながの東急ライフ＊
- 平安堂各店＊ - 書籍
- 綿半ホームエイド各店＊ - ホームセンター（江南店（愛知県）では愛知コミュニケーションズ発行のカードのみ使用でき、長野県内の店舗は当社発行のカードのみしか使用できない。相互に利用できた時期もあった。）
- シューマート各店 - 靴
- オートバックス長野県内各店 - 自動車用品
- AOKI長野県内各店 - 紳士服
- ロン・都各店 - 婦人服

飲食店
- くるまやラーメン県内各店
- 竹風堂各店
- イタリアントマト県内各店
- サンクゼール各店

娯楽施設
- コート・ダジュール北信地方各店 - カラオケ、AOKIグループ
- 戸隠スキー場

宿泊施設
- THE SAIHOKUKAN HOTEL

交通
- 中央タクシー
- 長野電鉄 長電長野パーキング
- みのわタクシー（上伊那郡箕輪町）

その他
- アパマンショップ県内各店
- auショップ - 株式会社和田正運営分
- 八十二銀行 - メリットクラブポイントとの等値交換のみ
- 長野県 - 温暖化防止事業「信州エコポイント」（グリーンポイント）との交換のみ